# Aroldo Zavaroni
Aroldo Zavaroni est un sculpteur français, d'origine italienne, né à Correggio le 8 mai 1920 et mort le 25 septembre 2012 à Cahors dans le département du Lot.

## Biographie
Aroldo Medardo Zavaroni naît à Correggio (Émilie-Romagne, Italie) le 8 mai 1920 dans une famille de quatre enfants. Il est le cousin germain de l'architecte Otello Zavaroni et le beau-frère de l'architecte belge Claude Strebelle.
Avec la montée du fascisme, la famille s'est exilée à Paris dès 1921. Aroldo suit ses cours au Lycée Henri IV de 1931 à 1935. Inscrit au tableau d'honneur, il reçoit le premier prix de dessin. Il est admis à l'Ecole Nationale Supérieur des Arts décoratifs en 1936, après avoir été formé par le sculpteur Robert Couturier.
Lorsque la France déclare la guerre à l'Allemagne, Aroldo s'engage dans le mouvement de résistance Libération-Nord. En parallèle, il travaille avec Serge Lorquin, sculpteur et compagnon de Dina Vierny, en tant que peintre à la brasserie Le Triomphe, près des Champs-Elysées.
Dès 1943, il entre à l'Ecole nationale supérieure des beaux-arts de Paris, où il devient l'élève de Robert Couturier et Marcel Gimond, et se lie d'amitié avec le sculpteur Albert Féraud. Il y reçoit son diplôme de sculpture. En 1945, il expose au Salon d'Automne, puis rejoint l'année suivante un phalanstère d'artistes créé par les frères Jean-Marie Strebelle, Claude Strebelle, Olivier Strebelle et le peintre Carlo de Brouckère dans un château de Torhout. D'autres artistes, comme l'architecte belge André Jacqmain et le céramiste Théo Kisselov, ont participé à ce projet.
Dès 1954, il installe son atelier à Arcueil avec Serge Lorquin et prend la nationalité française.
Il devient professeur de sculpture à l'École supérieure des beaux-arts du Mans en 1956, puis à l'École supérieure des beaux-arts de Toulouse de 1967 à 1988. Il s'installe alors à Albas (Lot) avec sa famille et y tient son atelier de sculpture. Marié à la styliste Françoise Zavaroni, ils ont eu deux enfants, la céramiste Orlane Zavaroni et l'architecte Sophie Zavaroni.

## Œuvres publiques
- Deux groupes en béton. Chapelle d’Hermanville-la-Brèche (Calvados)
- Coq en matière plastique. Eglise de Bourguébus (Calvados)
- Nu en bronze. Collection particulière. Docteur Laquières (Paris)
- Nu en pierre. Commande d’Etat.
- Six sculptures en pierre reconstituée. Groupe Scolaire de Changé. (Sarthe, 1958)
- Bas-reliefs en pierre. Eglise de Bretteville-sur-Lèze (Calvados)
- Six sculptures en pierre reconstituée. Groupe Scolaire du Ronceray (Sarthe)
- Deux bas-reliefs en pierre reconstituée. Ecole des Filles et Ecole des Garçons de la Rocade Sud (Sarthe)
- Bas-relief en grès. Mirson. Collection particulière. Mr Heulin (Sarthe)
- Sculptures dynamo-spatiales en cuivre brasé sur ossature de fer. Lycée Technique du Mans, Funnay (Sarthe, 1962)
- Structures et sculptures pour le Pavillon de la France. Exposition Internationale de 1958 à Bruxelles.
- Haut-relief sur mur animé en pierre reconstituée. Groupe scolaire Pasteur. Allonnes (Sarthe, 1966)
- Sculptures en grès sur un mur animé. Groupe scolaire de la Faïencerie. Bourg-la-Reine (Hauts-de-Seine)
- Ensemble de Sculptures dynamo-spatiales en cuivre. Faculté des sciences Université du Sart-Tilman à Liège (Belgique)
- Deux sculptures en béton plastifiée. Lycée Champollion Figeac (Lot, 1974)[6]
- Sculptures en béton Maquette (non réalisée). Ecole maternelle. Prayssac (Lot)
- Sculptures en béton. Lycée technique de Terre-Rouge. Cahors (Lot, 1982)
- Sculpture en bois pour l’exposition à Torhout « Les artistes de l’Atelier Groenhove » à la suite de la mort de Carlo de Brouckère (Belgique, 1988)